# 茲納奇科韋
47°58′43″N 35°30′56″E / 47.97861°N 35.51556°E
茲納奇科韋（烏克蘭語：Значкове）是位於烏克蘭東南部的村莊，由扎波羅熱州扎波羅熱区的巴甫利夫斯凱市鎮負責管轄。該村距離瓦西里夫卡和雷澤迪夫卡1公里，始建於1865年，面積1.15平方公里。